# 超短音
超短音指的是長度短於一般長度的元音，國際音標使用短音符[  ̆ ]表示。例如，[ă]的元音高度與元音舌位接和[a]相同，但長度更短。
英語的一個例子是「警察」police [pʰə̆ˈliˑs]中的中央元音，這是元音弱化的典型特徵。
在1989年以前，短音符號原用以表示不成音節的元音。現在半元音的標記方式則是將上下相反的短音符號放在元音下方，如eye [aɪ̯]。由於閃音可以看做是一個極短的塞音，又閃音在國際音標中沒有專用的符號，因此這個符號有時也用在標示閃音。